# Zapatismo

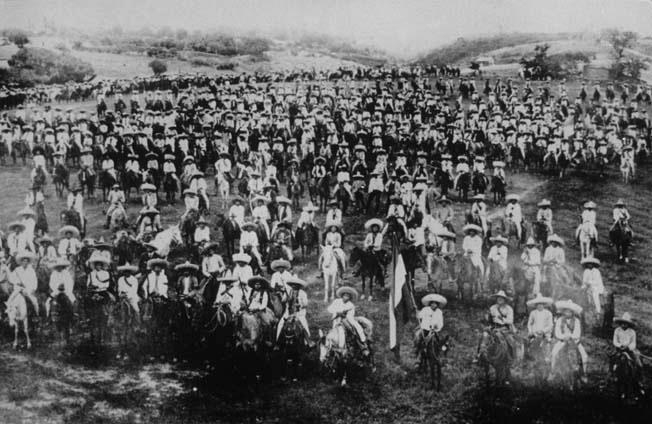
Zapatistas del Ejército Libertador del Sur a principios del.

El término zapatismo es empleado por historiadores para referirse al movimiento armado identificado con las ideas de Emiliano Zapata, caudillo de la Revolución mexicana, plasmadas principalmente en el Plan de Ayala de 1911. Los integrantes del Ejército Libertador del Sur eran conocidos como "zapatistas".
Una de las frases más simbólicas del zapatismo era "La tierra es de quien la trabaja", acuñada originalmente por el propio Zapata mientras trataba de eliminar el caciquismo en México y restituir la posesión de la tierra a las clases campesinas del sur del país. La frase y lo que representa se convirtió en el símbolo del agrarismo mexicano. El zapatismo agrarista y armado tuvo concordancias en su proyecto con el magonismo teórico y obrero en el mundo.